# عبد الرحمن الخريجي
عبد الرحمن الخريجي (23 أغسطس 1944 - 8 يوليو 2015 )، ممثل سعودي.

## حياته
كان عقيداً في القوات الجوية الملكية السعودية سابقًا شارك العديد من مسلسلات الدراما والكوميديا وكما إنه شارك في العديد من المسلسلات البدوية في الأردن وفي السعودية مثل مسلسل عيال مشهور ومسلسل نمر بن عدوان ومسلسل الدمعة الحمراء ومسلسل طاش ما طاش.

## أعماله

### المسلسلات
- وجوه محرمة 2015
- أيام وليالي  2011
- الصراع 2010
- وعد لزام 2010
- العودة إلى الحياة  2009
- قلب أبيض  2009
- عذاب 2009
- غلطة نوف  2008
- بيني وبينك 2 2008
- نمر بن عدوان  2007
- ماكو فكة  2006
- إخواني أخواتي (مسلسل) 2005
- عندما تغيب الحقيقة  2005
- امرأة لا تشبه القمر (مسلسل)  2005
- المتقاعد 2002
- قلوب من ورق 2001
- جروح باردة 2001
- طاش ما طاش الجزء 8 2000
- أساطير شعبية  2000
- خلك معي 1996 . 2001
- خيمة على الطريق 1996
- الأبناء  1996
- نوادر العرب 1996
- الغربال 1994
- السراج 1994
- تحت ظلال السيوف  1991
- الدمعة الحمراء 1980
- العراف 1980
- فارس من الجنوب 1979
- الجفاف يقتل الندى 1979
- شمعة تحترق 1979
- الفارس الحمد انيسابور ملك الفرس 1969
- عيال مشهور
- النخوة
- الليل والشموع
- أخو شامة

### السهرات التلفزيونية
- الدكاترة سعد  1992
- مثايل

### المسرحيات
- ثلاثة النكد 1984
- البرهان المفقود 1973
- محاكمة الحطيئة 1968

### الأفلام
- الديرة

## وفاته
توفي الفنان عبد الرحمن الخريجي في يوم الأربعاء 21 رمضان 1436هـ الموافق 8 يوليو 2015 في مدينة الطائف بعد أن تعرض لأزمه قلبية حادة مفاجئة وتم دفنه في مكة المكرمة .

## روابط خارجية
- عبد الرحمن الخريجي على موقع قاعدة بيانات الأفلام العربية